# Home Tonight
Home Tonight è un singolo del gruppo rock statunitense Aerosmith, pubblicato nel 1976 ed estratto dall'album Rocks.
Il brano è stato scritto da Steven Tyler.

## Tracce
- 7"

1. Home Tonight
2. Pandora's Box